# Лейта (округ, Айдахо)
Шаблон:StateAbbr_ 46°50′24″ пн. ш. 116°40′36″ зх. д. / 46.84° пн. ш. 116.67666666667° зх. д.
Округ Ле́йта (англ. Latah County) — округ (графство) у штаті Айдахо, США. Ідентифікатор округу 16057.

## Історія
Округ утворений 1864 року.

## Демографія
За даними перепису
2000 року
загальне населення округу становило 34935 осіб, зокрема міського населення було 21791, а сільського — 13144.
Серед мешканців округу чоловіків було 18101, а жінок — 16834. В окрузі було 13059 домогосподарств, 7764 родин, які мешкали в 13838 будинках.
Середній розмір родини становив 2,93.
Віковий розподіл населення поданий у таблиці:
| Стать    | До 15 років | 15-21 | 22-29 | 30-39 | 40-49 | 50-65 | 65-85 | Понад 85 |
| -------- | ----------- | ----- | ----- | ----- | ----- | ----- | ----- | -------- |
| Чоловіки | 2999        | 3508  | 3490  | 2178  | 2239  | 2225  | 1289  | 173      |
| Жінки    | 2797        | 3178  | 2591  | 2078  | 2244  | 2096  | 1473  | 377      |

## Суміжні округи
- Бенева — північ
- Шошоні — північний схід
- Клірвотер — схід
- Нез-Перс — південь
- Вітмен, Вашингтон — захід

## Виноски
1. ↑  U.S. Decennial Census. United States Census Bureau. Архів оригіналу за 19 липня 2018. Процитовано 1 липня 2014.
2. ↑  Historical Census Browser. University of Virginia Library. Архів оригіналу за 11 серпня 2012. Процитовано 1 липня 2014.
3. ↑  Population of Counties by Decennial Census: 1900 to 1990. United States Census Bureau. Архів оригіналу за 30 жовтня 2014. Процитовано 1 липня 2014.
4. ↑  Census 2000 PHC-T-4. Ranking Tables for Counties: 1990 and 2000 (PDF). United States Census Bureau. Архів оригіналу (PDF) за 18 грудня 2014. Процитовано 1 липня 2014.
5. ↑  State & County QuickFacts. United States Census Bureau. Архів оригіналу за 17 липня 2011. Процитовано 1 липня 2014.(англ.) Наведено за англійською вікіпедією.
6. ↑  American FactFinder. Бюро перепису населення США. Архів оригіналу за 26 лютого 2012. Процитовано 31 січня 2008.

| США | Це незавершена стаття з географії США. Ви можете допомогти проєкту, виправивши або дописавши її. |